# Złote (Rejowiec Fabryczny)
Złote (dawn. Stajne-Złote Stajne folwark, Stajne-Kolonia, Stajne-Resztówka) – część Rejowca Fabrycznego, w województwie lubelskim, w powiecie chełmskim. Leży w południowo-wschodniej części miasta, wzdłuż ulicy Złotej. Stanowi południową odnogę Stajnego.
Nazwa nawiązuje do dawngo dworu Stajne-Złote, który znajdował się na południowym krańcu obecnej ulicy Złote. Dwór w późniejszym czasie zamieniono na czworak kryty gontem. Trudniono się kopaniem torfu oraz hodowlą krów (obora). Po dworze i oborze obecnie nie ma śladu.

## Historia
Dawniej był to folwark koło Stajne, od 1867 w gminie Rejowiec, w powiecie chełmskim. Po wojnie w województwie lubelskim, gdzie 20 października 1933 weszło w skład nowo utworzonej gromady Stajne w granicach gminy Rejowiec, składającą się ze wsi Stajne i folwarku Stajne. Później drogę między Stajnem a folwarkiem zabudowano; wykształciła się tu kolonia.
Podczas II wojny światowej w Generalnym Gubernatorstwie (dystrykt lubelski), gdzie w 1943 roku wraz z wsią Stajne liczyło 906 mieszkańców. Po wojnie miejscowość usamodzielniła się od Stajnego wsi, i odtąd stanowiła gromadę o nazwie Stajne-Resztówka, jedną z 25 gromad gminy Rejowiec w województwie lubelskim.
W związku z reorganizacją administracji wiejskiej jesienią 1954 Stajne kol. weszło w skład nowo utworzonej gromady Morawinek w powiecie chełmskim, dla której ustalono 26 członków gromadzkiej rady narodowej.
1 stycznia 1958 gromadę Morawinek przekształcono w osiedle o nazwie Rejowiec Fabryczny, przez co Stajne-Kolonia stało się integralną częścią Rejowca Fabrycznego, a w związku z nadaniem Rejowcowi Fabrycznemu praw miejskich 18 lipca 1962 – częścią miasta.